# Empresario

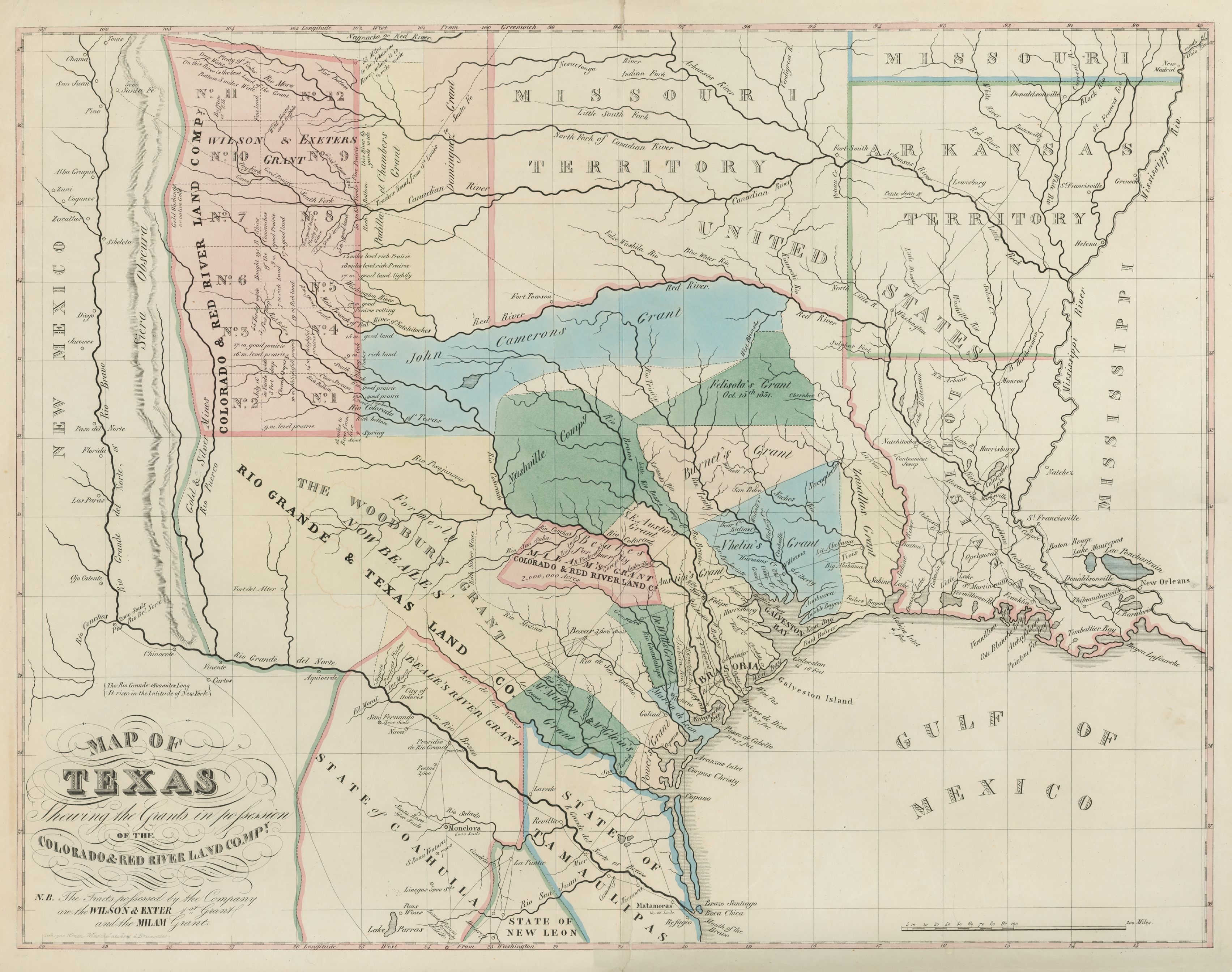
Map of Texas Shewing the Grants in Possession of the Colorado & Red River Land Compy., c. 1835

Empresario era o termo utilizado para uma pessoa que, nos primeiros anos da colonização do atual estado norte-americano do Texas, recebia o direito de se instalar em terras mexicanas, em troca de recrutamento e assumir a responsabilidade para com os novos colonos. O terno vem da palavra empreendedor em espanhol. 

## Empresarios notáveis
- Stephen Fuller Austin
- David G. Burnet
- Green DeWitt
- Lorenzo de Zavala